# Longstraße
Die Longstraße (russisch пролив Лонга, Proliw Longa) ist eine 146 km breite Meerenge des Arktischen Ozeans im asiatischen Teil Russlands. Sie trennt die Wrangelinsel im Nordosten vom Festland Ostsibiriens im Südwesten und verbindet die Ostsibirische See mit der Tschuktschensee.
Benannt ist die Meeresstraße nach dem US-amerikanischen Walfänger Thomas Long, der sie 1867 entlang der Südküste der Wrangelinsel passierte und der Insel ihren heutigen Namen gab.
Die Longstraße ist Teil der Nordostpassage. Küstenfesteis und Treibeis macht sie jedoch für den größten Teil des Jahres unpassierbar. Seit den 1970er Jahren ist die Anzahl der eisfreien Tage pro Jahr aber stark gestiegen und betrug Anfang der 2010er Jahre schon durchschnittlich 60, wobei sie großen jährlichen Schwankungen unterworfen ist. Im August 1983 froren in der Longstraße 50 Schiffe ein, von denen eines verloren ging und 30 weitere beschädigt wurden.